# ميخائيل فوستر (لاعب كريكت)
ميخائيل فوستر (17 سبتمبر 1972 في المملكة المتحدة - ) (بالإنجليزية: Michael James Foster)‏ هو لاعب كريكت بريطاني. لعب مع نادي مقاطعة يوركشاير للكريكت ‏.

## وصلات خارجية
- ميخائيل فوستر على موقع إي آس بي آن كريك إنفو (الإنجليزية)